# ミミウイルス科
ミミウイルス科 (Mimiviridae) はウイルスの分類における一科である。肉質虫を主な自然宿主とする。2014年現在、公式には二種二属が知られている。ミミウイルス科は、アスファウイルス科、イリドウイルス科、フィコドナウイルス科、ポックスウイルス科、Dinodnavirusなどと共に巨大核質DNAウイルスに分類される。

## 歴史
この科で最初に見付かった種、ミミウイルスは2003年に発見された。

## 分類
この科には未だ二種しか分類されていないが、未だ発見・分類されていない種が数多く存在するとされる。例えば、Chrysochromulina ericina virus 01、Phaeocystis pouchetii virus 01、Pyramimonas orientalis virus 01などがこの科に分類されるのではないかと考えられている。これらのウイルスは単離されたものの未だ詳しく調べられていない。
現状、下位分類として二つの属に分けられている。一つ目の属はミミウイルス属と命名され、さらにA (ミミウイルスなど)、B (ムームーウイルス)、C (メガウイルス・キレンシス、 Courdo7、Courdo 11、Terra1など) の三つの系統に分けられている。ミミウイルス科の大部分はミミウイルス属に属するものと見られる。さまざまなミミウイルス科のヴィロファージは、ミミウイルスレポーターを用いて分離できる。もうひとつはカフェテリアウイルス属で、カフェテリア・レンベルゲンシスウイルスがこれに分類される。すくなくとも17種がこの科に属するのではないかとされるが、ICTVが2014年までに公式に認めているのは二種だけである。

## 構造
ミミウイルス科のウイルスは丸い20面体の形状をもち、T=972からT=1141の間、およびT=1200の対称性を持つ。直径は 400 nm ほどで、長さは 125 nm ほどである。1200 kb ほどの大きさで線形かつセグメントに分かれないゲノムを持つ。ゲノム中に911個のORFがある。
| 属             | 構造   | 対称性                                        | カプシド | ゲノム配置 | ゲノム分節 |
| -------------- | ------ | --------------------------------------------- | -------- | ---------- | ---------- |
| Mimivirus      | 20面体 | T=972-1141 or T=1200 (H=19 +/- 1, K=19 +/- 1) |          | 線形       | 非分節     |
| Cafeteriavirus | 20面体 |                                               |          | 線形       | 非分節     |

## 生活環
増殖形態は DNA strand displacement modelをとる。 DNA鋳型転写により転写される。肉質虫を主な自然宿主とする。
| 属                   | 宿主             | 組織向性 | 侵入形態 | 放出形態 | 増殖サイト | 集合サイト | 伝達     |
| -------------------- | ---------------- | -------- | -------- | -------- | ---------- | ---------- | -------- |
| ミミウイルス         | 動物プランクトン | なし     | 不明     | 不明     | 不明       | 不明       | 受動拡散 |
| カフェテリアウイルス | 肉質虫           | なし     | 不明     | 不明     | 不明       | 不明       | 受動拡散 |

## 分子生物学
レンチルウイルスのゲノムにはヴィロファージ (Sputnik 2) のゲノムが組込まれており、 transpovironと呼ばれる可動遺伝要素となっていることが報告されている。Transpovironは線形のDNA要素で、およそ7キロ塩基対の大きさ、6から8のタンパク質コーディング遺伝子を含み、そのうち二つはウィロファージ遺伝子と相同である。

## 臨床
ミミウイルス類と肺炎との関連が指摘されているが、どこまでの関連性があるかは現在不明である。この科のウイルスでヒトから単離されたのは LBA 111 だけである。ミミウイルス属と関節リウマチとの関連も示唆されている。